# Ocmulgee
La rivière Ocmulgee (anglais : Ocmulgee River) est une rivière des États-Unis longue de 410 kilomètres qui se jette dans le fleuve Altamaha.

## Parcours
La rivière débute au sud-est d'Atlanta au confluent entre les rivières Yellow, South et Alcovy. Elle se dirige ensuite vers le sud-est, traverse Macon et va former le fleuve Altamaha au confluent avec la rivière Oconee, près de Lumber City.
À hauteur de Macon, il y a un important site archéologique : celui d'Ocmulgee National Monument.

## Économie
La rivière est une destination privilégiée pour la pratique du canoë et la pêche du poisson-chat et du bar